# 2-й Николощеповский переулок
2-й Николощепо́вский переу́лок — небольшая тупиковая улица в центре Москвы в районе Арбат между Смоленской площадью и 1-м Смоленским переулком. Здесь находится станция метро «Смоленская» Филёвской линии.

## Происхождение названия
Николощеповские переулки названы по церкви Николая Чудотворца на Щепах, которая была поставлена близ государева дровяного (щепного) двора, на котором делались срубы для деревянных построек. В настоящее время остались 1-й и 2-й. 3-й Николощеповский был переименован в проезд Шломина.

## Описание
2-й Николощеповский переулок начинается около Садового кольца у Смоленской площади у станции метро «Смоленская» Филёвской линии, проходит на запад параллельно 1-му Николощеповскому и выходит на 1-й Смоленский переулок, на углу с которым расположена церковь Николая Чудотворца на Щепах (1-й Смоленский пер., 20).

## Здания и сооружения
По нечётной стороне:
По чётной стороне:
- Дом 4 — Фонд помощи хосписам «Вера»